# Leptocereus
Leptocereus es un género de cactus con quince especies nativas de Cuba y las Antillas.

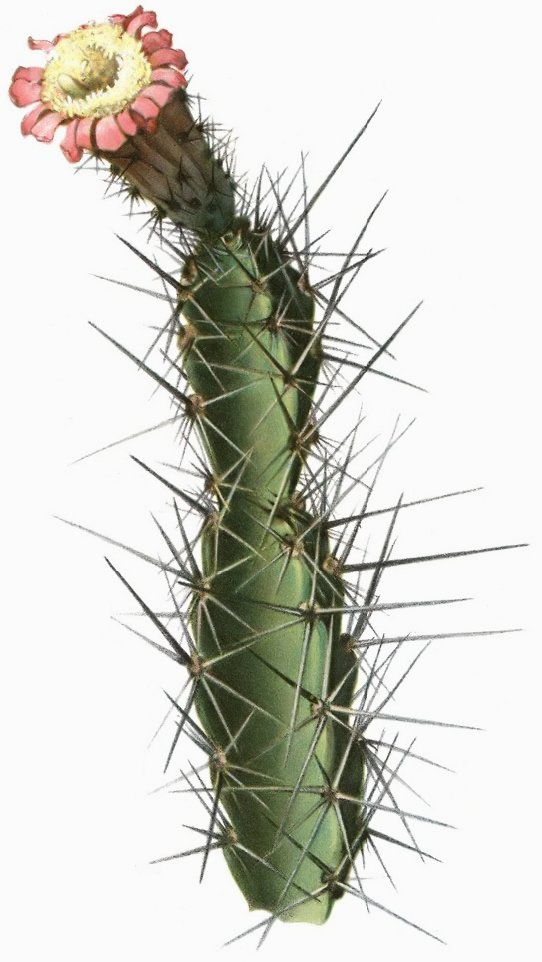
Leptocereus assurgens

## Descripción
Las especies del género Leptocereus crecen en forma de árbol arbustivo, con ramas erectas,  y extendidas para alcanzar una altura de 8 a 10 metros. Los tallos son cilíndricos  y no forman raíces aéreas. Las 3-8  altas y delgadas costillas tienen bordes dentados a veces. De las areolas surgen delgadas espinas  en forma de aguja. Las pequeñas flores aparecen solas o en grupos por debajo de la punta de crecimiento, o de un terminal del cefalio. Son en forma de tubo, en forma de campana o en forma de bandeja y están abiertas en el día o en la noche. Su pericarpio y el tubo de la corola están generalmente ocupados con escamas y espinas. El fruto es esférico a elíptico, carnoso y suelen ser espinosas y se caen cuando están maduros. Ellos contienen numerosas semillas de color negro.

## Taxonomía
El género fue descrito por (A.Berger) Britton & Rose y publicado en Contributions from the United States National Herbarium 12(10): 433. 1909.
Etimología
Leptocereus: nombre genérico compuesto por el adjetivo griego "λεπτός" (leptos) = delgado y Cereus y de refiere a las delgadas nervaduras de la planta.

## Especies
- Leptocereus arboreus
- Leptocereus assurgens
- Leptocereus carinatus
- Leptocereus ekmanii
- Leptocereus grantianus
- Leptocereus leonii
- Leptocereus maxonii
- Leptocereus paniculatus
- Leptocereus prostratus
- Leptocereus quadricostatus
- Leptocereus santamarinae
- Leptocereus scopulophilus
- Leptocereus sylvestris
- Leptocereus weingartianus
- Leptocereus wrightii

## Sinonimia
- Neoabbottia Britton & Rose